# U.S. International Figure Skating Classic
U.S. International Figure Skating Classic è una competizione di livello senior nel pattinaggio di figura che si svolge dal 2012 negli Stati Uniti d'America. A partire dalla stagione 2014-2015, alcuni eventi hanno fatto parte dell'ISU Challenger Series. Le medaglie vengono assegnate in quattro discipline: singolo maschile, singolo femminile, coppie e danza su ghiaccio.

## Albo d'oro
CS: ISU Challenger Series

### Singolo maschile
| Anno    | Luogo          | Oro            | Argento             | Bronzo           |
| 2012    | Salt Lake City | Max Aaron      | Armin Mahbanoozadeh | Ross Miner       |
| 2013    | Salt Lake City | Max Aaron      | Stephen Carriere    | Joshua Farris    |
| 2014 CS | Salt Lake City | Max Aaron      | Ross Miner          | Daisuke Murakami |
| 2015 CS | Salt Lake City | Daniel Samohin | Keiji Tanaka        | Ross Miner       |
| 2016 CS | Salt Lake City | Jason Brown    | Takahito Mura       | Adam Rippon      |
| 2017 CS | Salt Lake City | Nathan Chen    | Max Aaron           | Liam Firus       |
| 2018 CS | Salt Lake City | Nam Nguyen     | Michal Brezina      | Jimmy Ma         |
| 2019 CS | Salt Lake City | Keiji Tanaka   | Sōta Yamamoto       | Vincent Zhou     |
| 2021    | Norwood        | Michal Brezina | Jimmy Ma            | Eric Sjoberg     |
| 2022 CS | Lake Placid    | Ilia Malinin   | Kevin Aymoz         | Camden Pulkinen  |

### Singolo femminile
| Anno    | Luogo          | Oro                | Argento               | Bronzo           |
| 2012    | Salt Lake City | Agnes Zawadzki     | Gracie Gold           | Amelie Lacoste   |
| 2013    | Salt Lake City | Courtney Hicks     | Gracie Gold           | Samantha Cesario |
| 2014 CS | Salt Lake City | Polina Edmunds     | Courtney Hicks        | Riona Kato       |
| 2015 CS | Salt Lake City | Satoko Miyahara    | Elizabet Tursynbayeva | Angela Wang      |
| 2016 CS | Salt Lake City | Satoko Miyahara    | Mariah Bell           | Karen Chen       |
| 2017 CS | Salt Lake City | Marin Honda        | Mirai Nagasu          | Karen Chen       |
| 2018 CS | Salt Lake City | Satoko Miyahara    | Lim Eun-soo           | Kim Ye-lim       |
| 2019 CS | Salt Lake City | Satoko Miyahara    | You Young             | Amber Glenn      |
| 2021    | Norwood        | Aleksandra Trusova | Park Yeon-jeong       | Gabriella Izzo   |
| 2022 CS | Lake Placid    | Kim Ye-lim         | You Young             | Mana Kawabe      |

### Coppie
| Anno    | Luogo          | Oro                                     | Argento                               | Bronzo                                     |
| 2012    | Salt Lake City | Kirsten Moore-Towers / Dylan Moscovitch | Paige Lawrence / Rudi Swiegers        | Tiffany Vise / Don Baldwin                 |
| 2013    | Salt Lake City | Kirsten Moore-Towers / Dylan Moscovitch | Caydee Denney / John Coughlin         | Tarah Kayne / Daniel O'Shea                |
| 2014 CS | Salt Lake City | Alexa Scimeca / Chris Knierim           | Jessica Calalang / Zack Sidhu         | Madeline Aaron / Max Settlage              |
| 2015 CS | Salt Lake City | Tarah Kayne / Daniel O'Shea             | Marissa Castelli / Mervin Tran        | Kirsten Moore-Towers / Michael Marinaro    |
| 2016 CS | Salt Lake City | Brittany Jones / Joshua Reagan          | Jessica Calalang / Zack Sidhu         | Alexandria Shaughnessy / James Morgan      |
| 2017 CS | Salt Lake City | Kirsten Moore-Towers / Michael Marinaro | Alexa Scimeca Knierim / Chris Knierim | Chelsea Liu / Brian Johnson                |
| 2018 CS | Salt Lake City | Ashley Cain / Timothy LeDuc             | Audrey Lu / Misha Mitrofanov          | Ekaterina Alexandrovskaya / Harley Windsor |
| 2019 CS | Salt Lake City | Ashley Cain / Timothy LeDuc             | Evgenija Tarasova / Vladimir Morozov  | Peng Cheng / Jin Yang                      |
| 2022 CS | Lake Placid    | Rebecca Ghilardi / Filippo Ambrosini    | Emily Chan / Spencer Akira Howe       | Valentina Plazas / Maximiliano Fernandez   |

### Danza su ghiaccio
| Anno    | Luogo          | Oro                               | Argento                                      | Bronzo                                        |
| 2012    | Salt Lake City | Piper Gilles / Paul Poirier       | Alexandra Paul / Mitchell Islam              | Lynn Kriengkrairut / Logan Giulietti-Schmitt  |
| 2013    | Salt Lake City | Meryl Davis / Charlie White       | Kaitlyn Weaver / Andrew Poje                 | Nicole Orford / Thomas Williams               |
| 2014 CS | Salt Lake City | Alexandra Aldridge / Daniel Eaton | Nicole Orford / Thomas Williams              | Anastasia Cannuscio / Colin McManus           |
| 2015 CS | Salt Lake City | Madison Hubbell / Zachary Donohue | Laurence Fournier Beaudry / Nikolaj Sørensen | Élisabeth Paradis / François-Xavier Ouellette |
| 2016 CS | Salt Lake City | Madison Hubbell / Zachary Donohue | Kana Muramoto / Chris Reed                   | Alexandra Paul / Mitchell Islam               |
| 2017 CS | Salt Lake City | Madison Hubbell / Zachary Donohue | Kaitlin Hawayek / Jean-Luc Baker             | Kana Muramoto / Chris Reed                    |
| 2018 CS | Salt Lake City | Madison Hubbell / Zachary Donohue | Christina Carreira / Anthony Ponomarenko     | Misato Komatsubara / Tim Koleto               |
| 2019 CS | Salt Lake City | Madison Hubbell / Zachary Donohue | Christina Carreira / Anthony Ponomarenko     | Carolane Soucisse / Shane Firus               |
| 2021    | Norwood        | Madison Hubbell / Zachary Donohue | Diana Davis / Gleb Smolkin                   | Eva Pate / Logan Bye                          |
| 2022 CS | Lake Placid    | Lilah Fear / Lewis Gibson         | Eva Pate / Logan Bye                         | Lorraine McNamara / Anton Spiridonov          |